# Uroleucon paucosensoriatum
Uroleucon paucosensoriatum är en insektsart som först beskrevs av Hille Ris Lambers 1960.  Uroleucon paucosensoriatum ingår i släktet Uroleucon och familjen långrörsbladlöss. Inga underarter finns listade i Catalogue of Life.